# Eutrichomelina albibasis
Eutrichomelina albibasis är en tvåvingeart som först beskrevs av Malloch 1933.  Eutrichomelina albibasis ingår i släktet Eutrichomelina och familjen kärrflugor. Inga underarter finns listade i Catalogue of Life.